# Calvados
Calvados là một tỉnh của Pháp, thuộc vùng hành chính Normandie, tỉnh lỵ Caen, bao gồm 4 quận với các quận lỵ còn lại là: Bayeux, Lisieux, Vire, Vimoutiers.